# Marit Zander
Marit Zander (* 11. Februar 2005) ist eine niederländische Volleyballspielerin.

## Karriere
Zander begann ihre Karriere bei Apollo 8 Borne. Dort spielte sie zunächst für die zweite Mannschaft, bevor sie 2021 in den Erstliga-Kader kam. 2025 wurde die Zuspielerin vom deutschen Bundesligisten Ladies in Black Aachen verpflichtet.